# Плашки
45°05′ пн. ш. 15°22′ сх. д. / 45.08° пн. ш. 15.36° сх. д.
Плашки (хорв. Plaški) – громада і населений пункт в Карловацькій жупанії Хорватії.

## Населення
Населення громади за даними перепису 2011 року становило 2 090 осіб. Населення самого поселення становило 1 281 осіб.
Динаміка чисельності населення громади:
Динаміка чисельності населення центру громади:

## Населені пункти
Крім поселення Плашки, до громади також входять:
- Яня Гора
- Єзеро
- Кунич
- Лапат
- Латин
- Меджеджак
- Потхум Плащанський